# Collège Dar el Arkam
Le collège Dar el Arkam est une médersa (école coranique) située à Maicao, dans le département de La Guajira, en Colombie.

## Description
Le nom de Dar el Arkam est celui du lieu où pour la première fois le prophète Mahomet a enseigné l'islam aux premiers musulmans.
Fondée le 17 janvier 1987, l'institution est, avec la mosquée Omar Ibn Al-Jattab située juste à côté, l'un des principaux centres culturels de la communauté musulmane de Colombie